# Atheris ceratophora
Atheris ceratophora är en ormart som beskrevs av Werner 1895. Atheris ceratophora ingår i släktet trädhuggormar, och familjen huggormar. IUCN kategoriserar arten globalt som sårbar. Inga underarter finns listade.
Ormen förekommer i bergstrakter i centrala och nordöstra Tanzania. Den vistas mellan 700 och 2000 meter över havet. Arten lever i bergsskogar.